# Ponte delle Guglie
A Ponte delle Guglie (Obeliszkes híd) Velence egyik hídja.
A híd a Cannaregio negyed egyik fontos átkelője, amely a területről elnevezett csatorna felett ível át. Az első híd 1285-ben, fából készült. A kőhidat 1580-ban Marchesino dei Marchesini építette, erre a korláton látható felirat és Niccolò da Ponte dózse címere emlékeztet. 1823-ban négy kicsi kőoszloppal egészítették ki a hidat, ezekről kapta ma is használatos nevét. A Ponte delle Guglie az egyetlen híd Velencében, amelyet oszlopokkal díszítettek. 1987-ben felújították az átkelőt, a lépcsők aszfaltburkolatát kőre cserélték, és elhelyeztek egy mozgássérült-segítő rámpát is. A hidat megörökítette Canaletto a Cannaregio bejáratát ábrázoló festményén, amely a londoni National Gallery gyűjteményének része.